# Фаллуджия
Фаллу́джия, также фаллу́гия, фаллю́гия (лат. Fallugia), — монотипный род цветковых растений в составе семейства Розовые (Rosaceae). Единственный вид — Фаллуджия удивительная, или Фаллюгия странная (Fallugia paradoxa).
Полувечнозелёный кустарник с довольно крупными белыми цветками, напоминающими шиповник, и заметными волосистыми плодами. Родина растения — горные районы пустынь юго-запада Северной Америки.
Растение культивируется; умеренно морозостойко, однако не переносит переувлажнения. Используется для стабилизации почв в жарких регионах США.

## Ботаническое описание
Кустарник, достигающий 30—150(250) см в высоту, полувечнозелёный, в южных частях ареала — вечнозелёный, на севере ареала молодые побеги на зиму сбрасывают листву. Отмечено высокое внутривидовое экотипическое разнообразие — в частности, преобладающая максимальная высота взрослых растений в популяциях существенно разнится. По классификации жизненных форм Раункиера — фанерофит или геофит. Молодые конечные веточки тонкие, белые или беловатые, покрытые коротким волосистым опушением. С возрастом кора оголяется, часто темнеет до соломенно-жёлтого, растрескивается и хлопьевидно отслаивается.
Листья собраны в очерёдные мутовки по две — три вдоль стеблей, 0,8—1,5 см длиной, глубоко пальчато-рассечённые на три — семь линейных долей, края которых немного завёрнуты. Верхняя поверхность листочков мелкоопушённая, нижняя — ржаво-буроватая или беловатая, с заметно выделяющейся средней жилкой. Имеются маленькие треугольные прилистники.
Цветки приметные, 2,5—3,5 см в диаметре, белые, одиночные, реже в группах по два — три, на длинных прямостоячих, почти голых цветоножках на верхушках побегов; обоеполые или раздельнополые с недоразвитыми тычинками или пестиками. Чашечка из пяти чашелистиков, приросших основаниями к цветоложу, образующих с ним короткую полусферическую трубку. С чашелистиками чередуются пять небольших прицветничков. Венчик из пяти свободных лепестков белого или желтовато-белого цвета 1—2 см длиной, обратнояйцевидной или почти округлой формы, на верхушке закруглённых. Тычинки многочисленные (в числе порядка 100), нитями отходят от края трубки в три ряда. Пестики в количестве 20—30, волосистые, отходят от конического основания цветоложа. Завязи одногнёздные, верхние. Цветение в естественных условиях наблюдается в апреле — октябре (Нью-Мексико, Аризона), в мае — декабре (Техас). Опыляются различными насекомыми, на цветках отмечены пчёлы, мухи, муравьи.

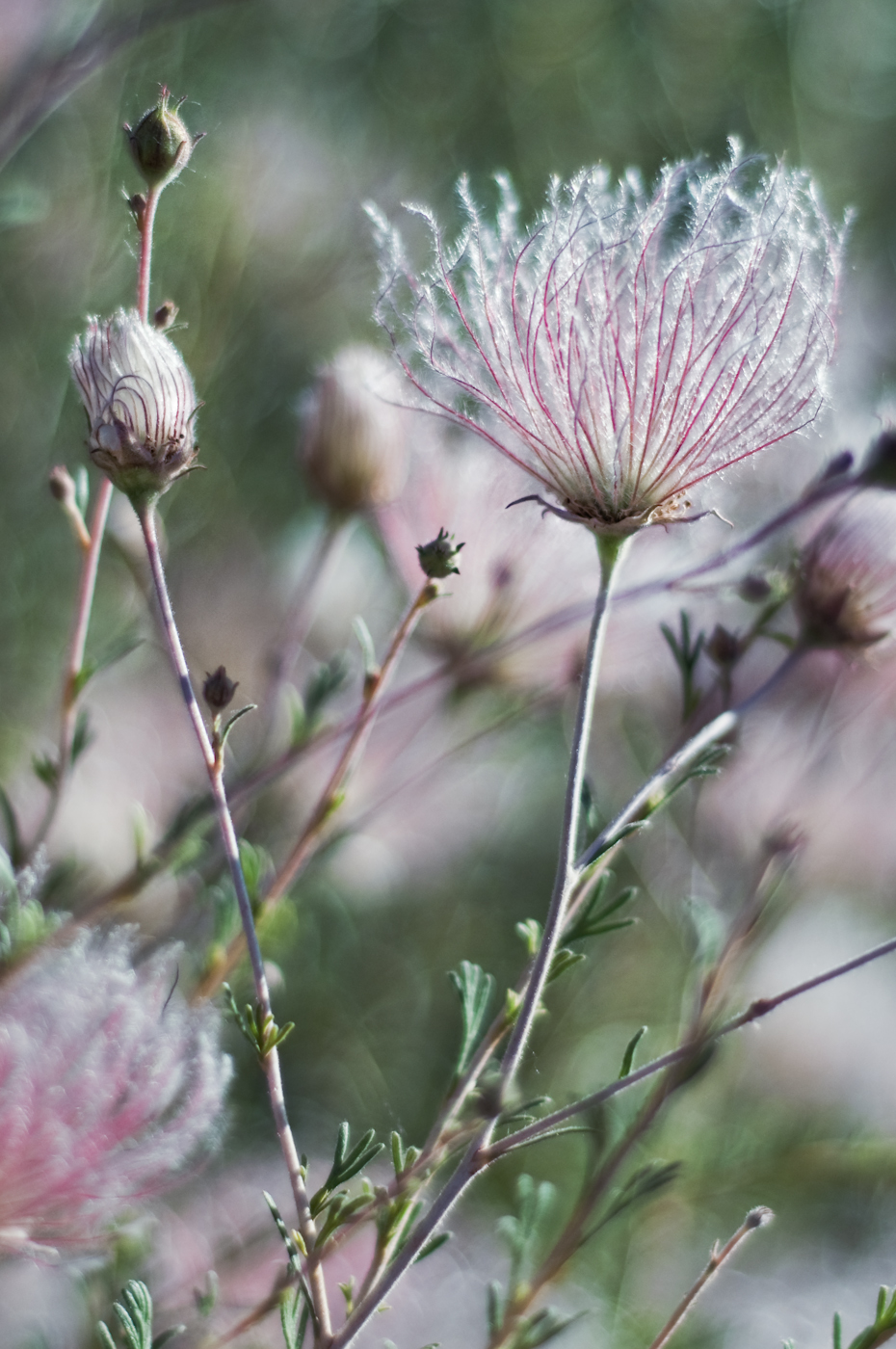
Пушистые плоды фаллуджии

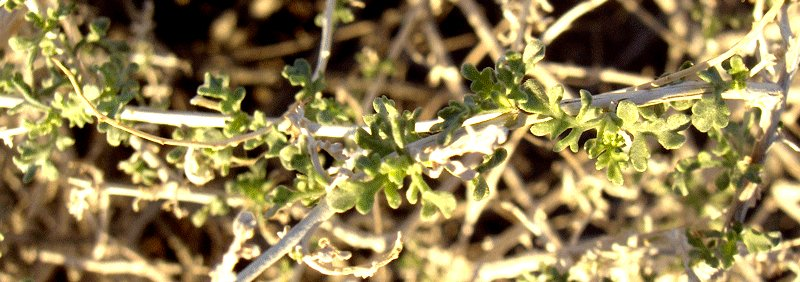
Листья фаллуджии разделены на три — семь узких сегментов

Плод — многоорешек, состоит из многочисленных орешков около 3 мм длиной, густо покрытых опушением, с заметными удлинившимися, сначала зеленоватыми, затем розовыми или красновато-фиолетовыми белоопушёнными столбиками 2,5—5 см длиной, напоминающими перья. В 1 грамме — 925—1280 отдельных орешков. Доля стерильных орешков среди всех плодиков — до 60—70 %. В природе растение плодоносит в июле — сентябре.
Диплоидный набор хромосом: 2n = 28. Генетическое разнообразие между популяциями растения крайне мало.
Пыльцевые зёрна продольно разлинованные, с микроперфорациями без оперкулума. Морфология пыльцевых зёрен сближает фаллуджию с трибой Potentilleae.
В Нью-Мексико выявлено образование эндомикоризы фаллуджии с гломовыми. Вступает в симбиотическую связь с азотфиксирующими актиномицетами рода Frankia.
В естественных условиях кустарник размножается семенами и корневыми отпрысками. Плодики благодаря опушению легко распространяются ветром. Засыпанные в результате деятельности временных потоков и сгоревшие вследствие пожара взрослые растения прорастают и распространяются корневыми отпрысками.
Химический состав растения практически не изучен. Из воскового слоя эпикутикулы выделены в больших количествах олеаноловая и урсоловая кислоты, в меньших количествах — другие терпеноиды. Флавоноиды в ней не обнаружены.

### Сходные растения
Отмечается сходство во внешнем облике листьев фаллуджии и пуршии Purshia stansburyana из подсемейства Дриадовые. Эти растения иногда определялись неверно, что приводило к различным ошибкам в научной литературе (например, связанных с установлением пищевых растений некоторых насекомых). Пуршия — деревце с выраженным осевым стволом, часто более высокое, чем фаллуджия. Листья пуршии такие же резные, однако блестящие, кожистые, покрытые желёзками и, как следствие, клейкие на ощупь, с мускусным запахом; их нижняя поверхность лишена белого опушения. Цветки пуршии кремовые, с пятью — десятью пестиками, плоды напоминают таковые у фаллуджии, однако отличаются значительно меньшим количеством перистых пестиков.
В естественных условиях известны межродовые гибриды фаллуджии с пуршией. Так, в Национальном лесе Кайбаб в Аризоне обнаружены гибриды с Purshia stansburyana. Получены искусственные гибриды с пуршией трёхзубчатой.

## Ареал
Фаллуджия распространена на юго-западе Северной Америки — в горных районах пустынь Мохаве, Сонора, Чиуауа на территории штатов Калифорния, Невада, Аризона, Юта, Колорадо, Техас, Оклахома (округ Симаррон), мексиканских Чиуауа, Дуранго, Коауила.
Интродуцирована в восточное Айдахо, где легко прижилась и часто дичает. В 1976 году завезена в северо-восточную часть Орегона, где хорошо прижилась.
Произрастает на открытых солнечному свету участках по сухим берегам ручьёв, близ временных потоков, по каменистым горным склонам и каньонам, на аллювиальных песчаных и гравийных почвах, образованных из песчаников, известняков, базальтов. Один из первых кустарников, заселяющих необитаемые склоны и лавовые потоки. Обычная высота над уровнем моря 915—2430 м, в Нью-Мексико отмечена на высоте 2700 м.

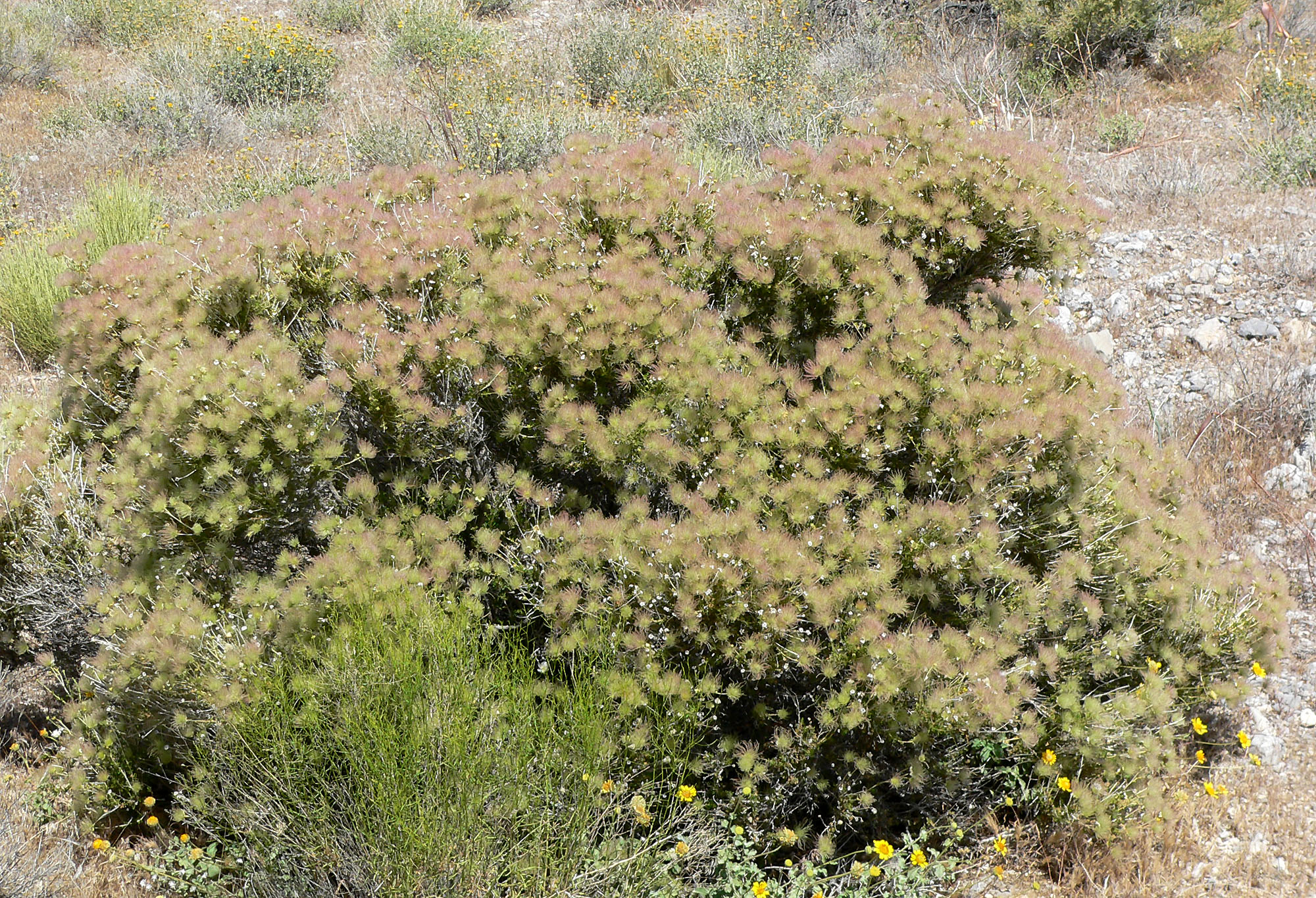
Группа плодоносящих растений

Фаллуджия сама по себе не является доминантным видом экосистем. В пиньоново-можжевёловых редколесьях Нью-Мексико кодоминирует вместе с сосной съедобной, можжевельником толстокорым, Lycurus phleoides и Elymus elymoides. Описаны также ассоциации фаллуджии с сосной однолистной и Ericameria nauseosa, с можжевельником односемянным и Ericameria nauseosa, с можжевельником односемянным и лишайником Xanthoparmelia neoconspersa. Представляет ярус кустарников в смешанных лесах с сосной кедровидной и дубом Эмори.
В олигоценовых отложениях Кридской формации на юге Колорадо обнаружены остатки растения, названные ведущим палеоботаником Дэниелом Аксельродом Fallugia lipmanii Axelrod. Впоследствии это растение было переклассифицировано как Eleopoldia lipmanii (Axelrod) J.A.Wolfe & H.E.Schorn в новом роде, названном в честь палеоботаника Эстеллы Леопольд. Ближайшими современными родственниками стали считаться растения из родов Гравилат, Кровохлёбка или Литкеа.

## Название и история описания
Научное название рода Fallugia было дано ему австрийским ботаником Штефаном Эндлихером в честь валломброзского аббата Вирджилио Фалуджи (итал. Virgilio Falugi, 1626 или 1627 — 23 августа 1707), натуралиста, считавшегося одним из выдающихся ботаников рубежа XVII—XVIII веков, ритора, философа и поэта. Получив приглашение на должность профессора ботаники Падуанского университета, Фалуджи, однако, отказался. Фалуджи описал (Prosopopoeiae botanicae, 1705) на латинском языке все роды растений, предложенные ранее Турнефором. В некоторых источниках Фалуджи указывается как один из учителей Пьера Антонио Микели. Эндлихер опубликовал описание рода в своей книге «Роды растений» в августе 1840 года, включив в него единственный вид Sieversia parodoxa. Он не создал номенклатурную комбинацию этого вида в новом роде, ни разу явно не назвав его Fallugia paradoxa. Первым действительно перевёл этот вид в новый род Джон Торри через восемь лет в «Записках военной разведки» генерала Эмори.
Сам вид был впервые описан под названием Sieversia paradoxa Дэвидом Доном в 14-м томе «Трудов Лондонского Линнеевского общества» от 31 мая 1825 года. Эпитет paradoxa означает «парадоксальная», «удивительная», «неожиданная» — ботаник был удивлён, встретив среди растений пустынь кустарник с цветками, напоминающими шиповник (для растений засушливых регионов не характерны такие приметные цветки). Дон намеревался выделить для него новый род, однако, изучив строение цветка растения, счёл возможным отнести его к роду Сиверсия, ныне понимаемому значительно у́же.
В середине ноября 1825 года растение независимо от Д. Дона было описано Огюстеном Пирамом Декандолем, неуверенно поместившим его в род Гравилат под названием Geum cercocarpoides. Эпитет cercocarpoides означает «выглядящий как церкокарпус», другое растение из пустынь Северной Америки.

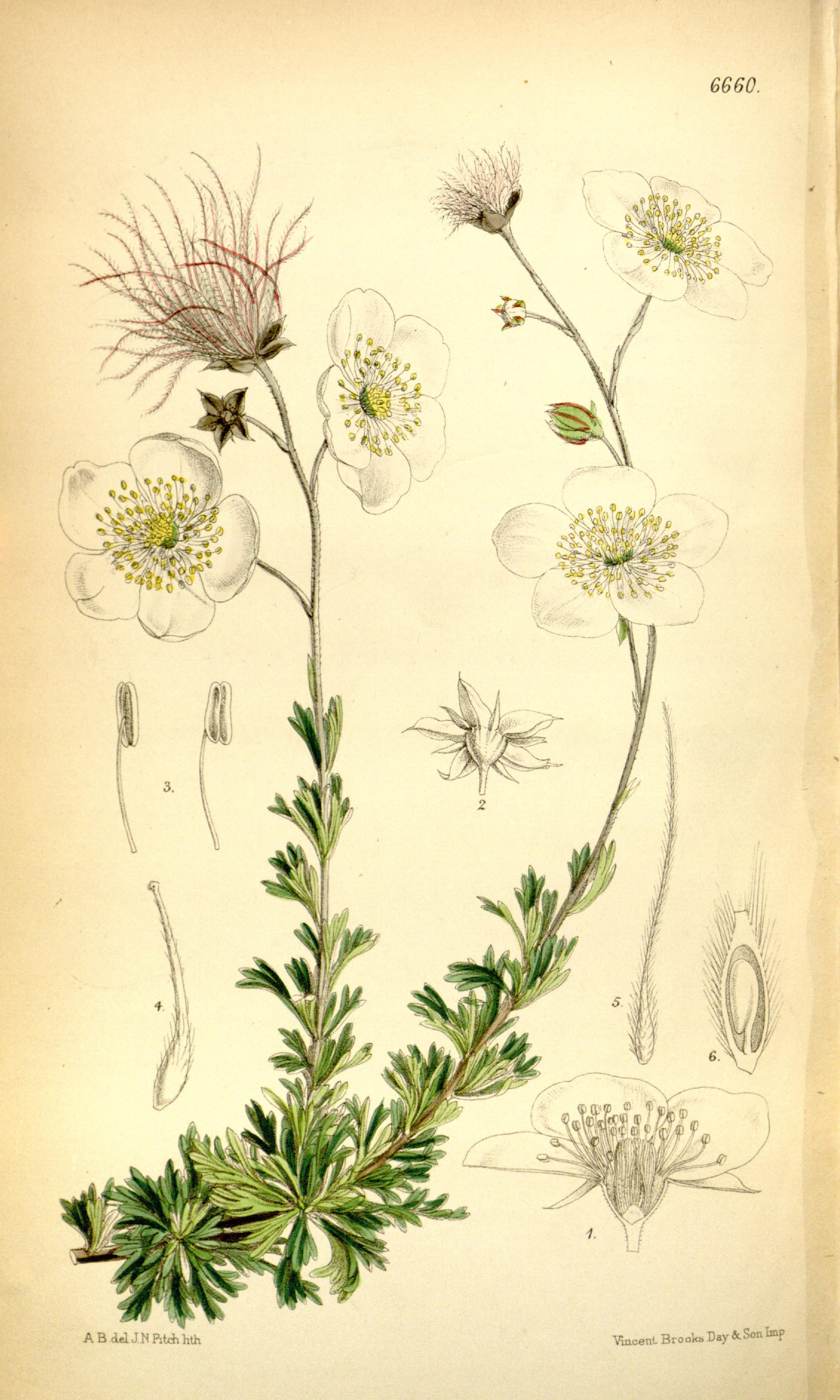
Ботаническая иллюстрация Джона Ньюджента Фитча из Curtis's Botanical Magazine (1882)

Первыми ботаниками, собравшими образцы фаллуджии для гербария, были испанские путешественники Мартин Сессе и Хосе Мариано Мосиньо, обнаружившие это растение в 1788 году во время Королевской ботанической экспедиции в Новую Испанию (1787—1803). Часть гербария этой экспедиции оказалась в Музее естествознания при Британском музее в Лондоне. В числе этих образцов был и образец фаллуджии, обнаруженный в коллекции и описанный Д. Доном. Акварельный рисунок фаллуджии, сделанный во время экспедиции, попал в Женевский ботанический сад, где по нему описал то же растение Декандоль.
Народное американское название фаллуджии — apache plume, «оперение апачей». Оно связано с пушистыми плодами растения, по-видимому, напоминающими перистые головные уборы индейских воинов. Мексиканское название растения — исп. poñil, по этому названию именованы ручей и каньон Поньиль на северо-востоке Нью-Мексико.

## Значение
Кустарник фаллуджия служит началом пищевых цепей — её листвой питаются различные насекомые, большей частью жёсткокрылые — листоеды, златки, кожееды. Кроме того, листьями фаллуджии питаются гусеницы бабочек медведицы Grammia incorrupta, павлиноглазки Hemileuca neumoegeni, голубянки Callophrys sp.
Фаллуджия в районах естественного ареала обладает умеренным кормовым значением для скота (в частности, овец), в юго-западной части ареала — наиболее важным, активно поедается в зимнее время. Листья растений поедаются оленями (в том числе чернохвостыми), зимой и весной составляют до 1—5 % их пищи, также составляют заметную долю рациона вилорогов. Заросли фаллуджии используются в качестве убежища мелкими млекопитающими и птицами. Например, в национальном монументе Орган-Маунтинс—Дезерт-Пикс в Нью-Мексико в зарослях фаллуджии укрывается редкий в этом штате колорадский бурундук.

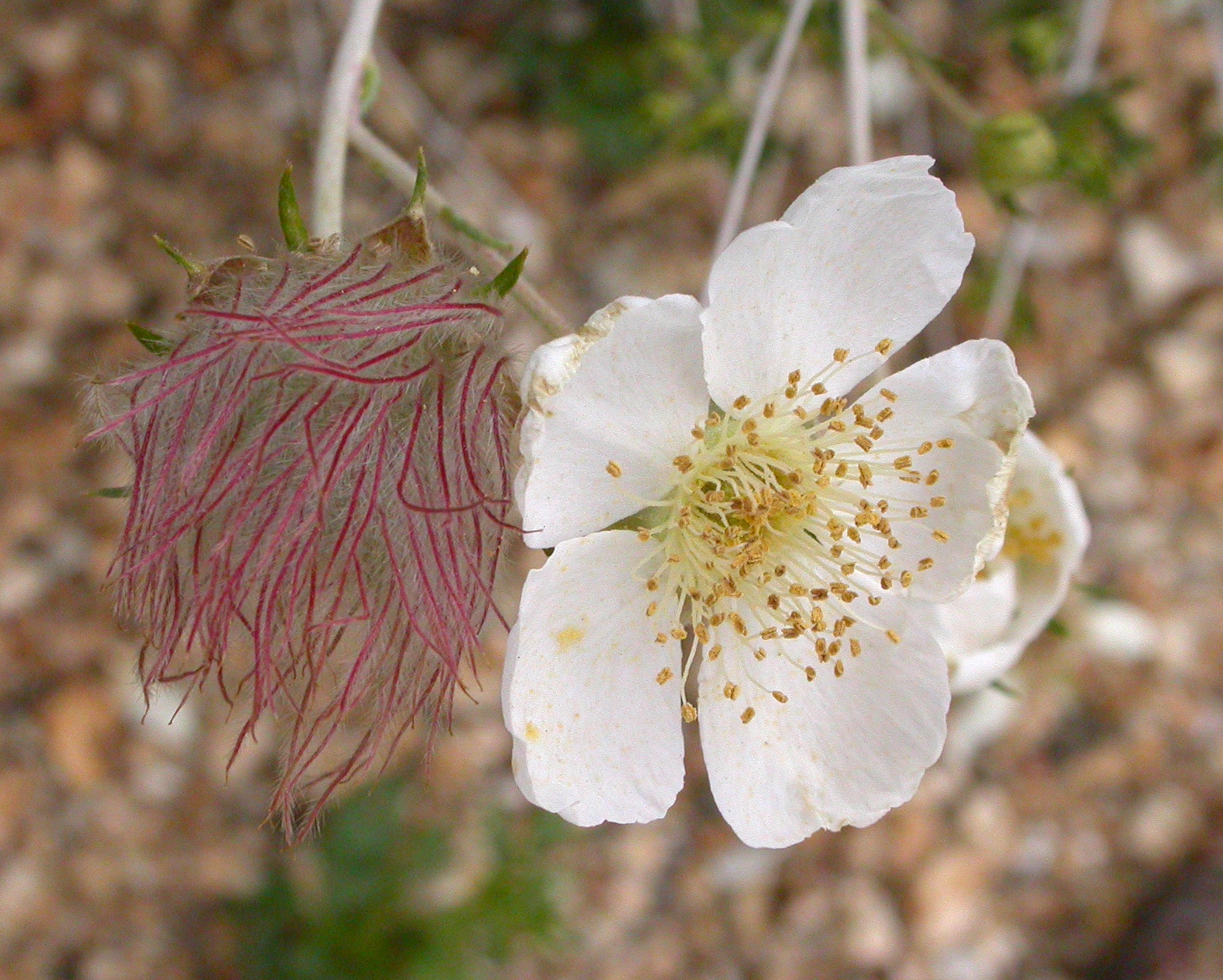
Цветок и плод

Благодаря развитым корневым отпрыскам фаллуджия играет важную роль в предупреждении почвенной эрозии в аридных и семиаридных регионах, используется для стабилизации грунта.
Декоративное растение, введено в культуру в 1877 году, однако используется достаточно ограниченно. По классификации Министерства сельского хозяйства США (USDA) пригодно для выращивания в зонах морозостойкости 5—9 (по другим данным — в зонах 7—10). Выдерживает понижение температуры до −20 °C, не вымерзает вплоть до широты Массачусетса. Лучше всего растёт на участках переменной влажности, требует не более 200—500 мм осадков ежегодно, может расти на слабо засолённых, нейтральных и слабо выщелоченных почвах, на удобренных почвах цветёт неохотно. При переувлажнении довольно быстро погибает. В культуре, как и в природе, образует кустики шаровидной формы, пригодные к обрезке.
Семена фаллуджии в некоторых регионах имеются в продаже. Сбор семян лучше всего осуществлять, когда красноватый опушённый пестик побелеет и семена легко отделимы от цветоложа. Доля прорастающих семян с отломанными пестиками оказывается значительно выше (до 89 %), чем у семян, пестик которых не повреждён (до 69 %). Посев поверхностный или с присыпанием слоем до 5 мм, свежесобранные семена прорастают через 4—10 дней при температуре 20—26 °C. Средняя всхожесть семян — 30—40 %. Необходимо поддерживать хорошую циркуляцию воздуха, поскольку проростки не переносят переувлажнения. Сухие семена могут храниться 2—3 года, в дальнейшем их всхожесть значительно понижается. Скорость прорастания просохших семян может быть ускорена стратификацией при температуре 5 °C в продолжение месяца.
Коренные жители юго-запада Северной Америки находили различное применение этому кустарнику. Акома и хемес связывали ветви растения и использовали эти связки в качестве метлы. Хопи и тева мыли голову отваром листьев фаллуджии для стимулирования роста волос, также с этой целью использовался отвар корней. Несколько племён пуэбло использовали прямые крепкие ветви для изготовления древок копий. Хавасупай и валапай использовали ветви фаллуджии в качестве верхних, самых крепких прутьев при плетении корзин. Племя сандия хранило за печью в домах мётлы из фаллуджии для привлечения духов.
Потомки первых испанских иммигрантов в Мексику верили, что смесь растёртых плодов фаллуджии, драконовой крови, небольшого количества каменной соли и сажи, брошенная в определённое вино, спасает человека от действия чёрной магии.
Антиоксидант, также обладает противокашлевым действием. Отвар корней кустарника с добавлением сахара в традиционной медицине использовался для лечения кашля. Смесью листьев фаллуджии и табака туполистного натирались поражённые ревматизмом суставы. Цветки фаллуджии, листья мяты душистой и мука использовались для приготовления пастообразной кашицы, которой растирались опухшие участки. Апачи использовали отвар фаллуджии против диареи и коликов.

## Систематика
Согласно современным представлениям, род относится к трибе Colurieae семейства Розовые. Кроме фаллуджии сюда отнесены также роды Гравилат (включая ранее самостоятельные роды Акомастилис, Колюрия, Новосиверсия, Вальдштейния, Orthurus, Oncostylus и Taihangia) и Сиверсия. Филогенетически является сестринским таксоном по отношению к группе Гравилат — Сиверсия. В системе А. Л. Тахтаджяна (1997) род отнесён к трибе Dryadeae подсемейства Potentilloideae вместе с родом Дриада. Специалист по розовым К. Калкман (2004) выделял множество родов в неформальной «группе гравилата», а роды Вальдштейния, Сиверсия и Фаллуджия относил к ней с сомнением.
|  |                               |  |                                           |                                           |                                    |  | подсемейства Сливовые и Дриадовые | подсемейства Сливовые и Дриадовые                           |                                                             |  |                                                |  | роды Гравилат и Сиверсия | роды Гравилат и Сиверсия |  |
|  |                               |  |                                           |                                           |                                    |  | подсемейства Сливовые и Дриадовые | подсемейства Сливовые и Дриадовые                           |                                                             |  |                                                |  | роды Гравилат и Сиверсия | роды Гравилат и Сиверсия |  |
|  |                               |  |                                           | семейство Розовые (Rosaceae)              |                                    |  |                                   |                                                             | триба Colurieae                                             |  |                                                |  |                          |                          |  |
|  |                               |  |                                           | семейство Розовые (Rosaceae)              |                                    |  |                                   |                                                             | триба Colurieae                                             |  | вид Фаллуджия удивительная (Fallugia paradoxa) |  |                          |                          |  |
|  | порядок Розоцветные (Rosales) |  |                                           |                                           | подсемейство Розановые (Rosoideae) |  |                                   |                                                             | род Фаллуджия (Fallugia)                                    |  |                                                |  |                          |                          |  |
|  | порядок Розоцветные (Rosales) |  |                                           |                                           |                                    |  |                                   |                                                             |                                                             |  |                                                |  |                          |                          |  |
|  |                               |  | ещё 8 семейств (согласно Системе APG III) | ещё 8 семейств (согласно Системе APG III) |                                    |  |                                   | трибы Potentilleae, Agrimonieae, Roseae, Rubeae и Ulmarieae | трибы Potentilleae, Agrimonieae, Roseae, Rubeae и Ulmarieae |  |                                                |  |                          |                          |  |
|  |                               |  |                                           | ещё 8 семейств (согласно Системе APG III) |                                    |  |                                   |                                                             | трибы Potentilleae, Agrimonieae, Roseae, Rubeae и Ulmarieae |  |                                                |  |                          |                          |  |

### Синонимы
- Fallugia acuminata (Wooton) Cockerell, 1903
- Fallugia mexicana Walp., 1843
- Fallugia micrantha Cockerell, 1901
- Fallugia paradoxa var. acuminata Wooton, 1898
- Geum cercocarpoides DC., 1825
- Geum paradoxum (D.Don) Steud., 1840
- Sieversia paradoxa D.Don, 1825basionym